# Epirhyssa montana
Epirhyssa montana là một loài tò vò trong họ Ichneumonidae.